# Polychrotidae
Polychrotidae este o familie de șopârle.

## Legături externe
Materiale media legate de Polychrotidae la Wikimedia Commons